# Thøger Birkeland
Knud Thøger Birkeland (født 20. marts 1922 i Kalundborg, død 6. april 2011 i Hvidovre) var en dansk forfatter, der mest var kendt for sine børnebøger. Han har blandt andet skrevet Saftevandsmordet og historierne om Krummerne. Thøger Birkeland har modtaget Kulturministeriets Børnebogspris i 1962, Danmarks Skolebibliotekarforenings Børnebogspris i 1980, Boghandlermedhjælperforeningens Børnebogspris i 1981 og sammen med Bjarne Reuter modtog han Kommunernes Skolebiblioteksforenings Forfatterpris i 1983.

## Eksterne links
- Thøger Birkeland på Bibliografi.dk
- Thøger Birkeland på gravsted.dk

|  | Artiklen om Thøger Birkeland kan blive bedre, hvis der indsættes et (bedre) billede Du kan hjælpe ved at afsøge Wikimedia Commons for et passende billede eller uploade et godt billede til Wikimedia Commons iht. de tilladte licenser og indsætte det i artiklen. |